# 唐山广播电视台
唐山广播电视台是中华人民共和国河北省唐山市的一家广播电视播出机构。由原唐山人民广播电台和唐山电视台合并而来，属于唐山市委宣传部管理的事业单位。

## 历史
唐山广播电视台的前身是唐山电视台与唐山人民广播电台。其中唐山人民广播电台的前身1937年春由唐山市瑞兴祥绸缎庄开办的“唐山坚声广播电台”，当时发射使用的呼号为XPDT，属于私营性质。1939年冬，电台被日伪华北广播协会接管后，呼号更名为“唐山广播电台”。1948年12月，电台被中国共产党接管后，呼号更名为“唐山新华广播电台”，随后于1950年春更名为“唐山人民广播电台”。
唐山电视台的前身是1960年设立的“唐山地区电视转播台”，当时主要负责转播传送北京电视（现中央电视台）等电视节目的信号。1984年9月，唐山电视台试播，主要播出电视教学节目，同年12月开始播出新闻、专题、文艺等自办电视节目。1985年，电视台正式播出。
1976年7月28日唐山发生强烈地震后，唐山人民广播电台和唐山电视转播台均被震毁。广播电台于1976年8月1日恢复播音，而转播台则于1979年10月恢复转播。2010年4月，原唐山人民广播电台和唐山电视台在经过相关媒体资源的整合后，挂牌成立唐山广播电视台。2021年年初，唐山广播电视台由原文化路旧址整体搬迁至位于建设北路的新址唐山传媒大厦，并实现所有电视节目的高清播出。

## 旗下资产
唐山广播电视台目前有4套电视频道和5条广播频率。

### 电视频道
| 頻道名稱     | 语言   | 广播格式                         | 啟播時間  | 频道前身       | 備註                                                                |
| 新闻综合频道 | 普通话 | SD: PAL 576i 16:9 HD: 1080i 16:9 | 1984年9月 | 唐山电视转播台 | 办台宗旨为“深怀爱民之心、恪守为民之 责、善谋富民之策、多办利民之事” |
| 生活服务频道 | 普通话 | SD: PAL 576i 16:9 HD: 1080i 16:9 |           |                |                                                                     |
| 影视频道     | 普通话 | SD: PAL 576i 16:9 HD: 1080i 16:9 |           |                |                                                                     |
| 公共频道     | 普通话 | SD: PAL 576i 16:9 HD: 1080i 16:9 |           |                |                                                                     |

### 广播频率
| 频道名称       | 语言   | 频道频率        | 启播时间   | 频道前身         | 备注 |
| 综合广播       | 普通话 | FM 91.7 AM 684  | 1948年12月 | 唐山新华广播电台 |      |
| 经济广播       | 普通话 | FM 95.5         |            |                  |      |
| 交通文艺广播   | 普通话 | FM 96.8 AM 1143 |            |                  |      |
| 音乐广播       | 普通话 | FM 94           |            |                  |      |
| 曹妃甸之声广播 | 普通话 |                 |            |                  |      |